# Гравлин (кантон)
Гравли́н (фр. Gravelines) — упраздненный кантон во Франции, регион Нор — Па-де-Кале, департамент Нор. Входил в состав округа Дюнкерк.
В состав кантона входили коммуны (население по данным Национального института статистики за 2011 г.):
- Гравлин (11 470 чел.)
- Гран-Фор-Филипп (5 377 чел.)
- Крейвик (648 чел.)
- Лоон-Плаж (6 297 чел.)
- Сен-Жорж-сюр-л’А (317 чел.)

## Экономика
Структура занятости населения:
- сельское хозяйство — 1,0 %
- промышленность — 39,6 %
- строительство — 5,4 %
- торговля, транспорт и сфера услуг — 30,2 %
- государственные и муниципальные службы — 23,8 %

Уровень безработицы (2010) - 15,8 % (Франция в целом - 12,1 %, департамент Нор - 15,5 %). 

Среднегодовой доход на 1 человека, евро (2010) -  20 531 (Франция в целом - 23 780, департамент Нор - 21 164).

## Политика
Жители кантона придерживаются левых взглядов. На президентских выборах 2012 г. они отдали в 1-м туре Франсуа Олланду 32,3 % голосов против 29,2 % у Марин Ле Пен и 18,7 % у Николя Саркози, во 2-м туре в кантоне победил Олланд, получивший 58,1 % голосов (2007 г. 1 тур: Сеголен Руаяль - 25,9 %, Саркози - 22,9 %; 2 тур: Руаяль - 52,7 %). На выборах в Национальное собрание в 2012 г. по 14-му избирательному округу департамента Нор жители кантона поддержали кандидата Социалистической партии Жана Шепмана, получившего 49,1 % голосов в 1-м туре и 62,1 % - во 2-м туре. (2007 г. 12-й округ. Кристиан Ютен (РГД): 1-й тур -27,0 %, 2-й тур - 57,2 %). На региональных выборах 2010 года в 1-м туре уверенно победил список социалистов, собравший 44,7 % голосов. Второе место занял список Национального фронта, получивший 20,8 %, а список «правых» во главе с СНД получил только 12,0 % голосов. Во 2-м туре единый «левый список» с участием социалистов, коммунистов и «зелёных» во главе с Президентом регионального совета Нор-Па-де-Кале Даниэлем Першероном получил 59,7 % голосов, Национальный фронт Марин Ле Пен занял второе место с 24,4 %, а «правый» список во главе с сенатором Валери Летар с 15,9 % финишировал третьим.
|  | Кандидат       | Партия                  | % голосов |
|  | -------------- | ----------------------- | --------- |
|  | Бертран Ринго  | Социалистическая партия | 61,12     |
|  | Шанталь Дени   | Национальный фронт      | 24,02     |
|  | Мария Альварес | Правые партии           | 6,06      |
|  | Жаклин Пуаньян | Зеленые                 | 5,29      |
|  | Давид Тибо     | Коммунистическая партия | 3,51      |

|  | Кандидат      | Партия                  | % голосов |
|  | ------------- | ----------------------- | --------- |
|  | Клод Делалонд | Социалистическая партия | 50,15     |
|  | Леон Панье    | Левые партии            | 49,85     |